# Alexandros Paschalakis
Alexandros Paschalakis (en griego: Αλέξανδρος Πασχαλάκης; Atenas, 28 de julio de 1989) es un futbolista griego que juega en la demarcación de portero para el Olympiacos F. C. de la Superliga de Grecia.

## Carrera
Paschalakis empezó a jugar al fútbol en Terpsithea. Estuvo en el equipo juvenil del AEK durante un año y luego en el equipo juvenil del Olympiakos durante dos años (2003-2005). Luego pasó al equipo de Ilioupolis. A los 17 años pasó al equipo juvenil del Galatasaray, pero no pudo firmar contrato debido a las restricciones en el número de jugadores extranjeros.
Fichó por el Levadiakos en el verano de 2008. Fichó por el PAEEK en el verano de 2012. Akhisar estaba interesado en Paschalakis pero no quería mudarse allí.  Después de regresar a Grecia y pasar seis meses en un limbo, fichó por el Panthrakikos en enero de 2014, pero jugó solo 13 partidos hasta enero de 2016. 

## Selección nacional
Hizo su debut con la selección de Grecia el 30 de mayo de 2019 en un encuentro amistoso contra Turquía, partido que finalizó con un resultado de 2-1 a favor del combinado turco tras los goles de Cengiz Ünder y Kenan Karaman para Turquía, y de Dimitris Kourbelis para Grecia.

## Clubes
| Club                   | País   | Año       | Partidos | Goles |
| ---------------------- | ------ | --------- | -------- | ----- |
| GS Ilioupolis          | Grecia | 2006-2008 | 0        | 0     |
| Levadiakos F. C.       | Grecia | 2008-2012 | 1        | 0     |
| PAEEK F. C.            | Chipre | 2012-2013 | 23       | 0     |
| Panthrakikos F. C.     | Grecia | 2013-2016 | 18       | 0     |
| PAS Giannina F. C.     | Grecia | 2016-2017 | 27       | 0     |
| PAOK de Salónica F. C. | Grecia | 2017-2022 | 179      | 0     |
| Olympiacos F. C.       | Grecia | 2022-     | 75       | 0     |

## Palmarés

### Campeonatos nacionales
| Título              | Club                   | País   | Año  |
| ------------------- | ---------------------- | ------ | ---- |
| Copa de Grecia      | PAOK de Salónica F. C. | Grecia | 2018 |
| Copa de Grecia      | PAOK de Salónica F. C. | Grecia | 2019 |
| Superliga de Grecia | PAOK de Salónica F. C. | Grecia | 2019 |
| Copa de Grecia      | PAOK de Salónica F. C. | Grecia | 2021 |
| Superliga de Grecia | Olympiacos F. C.       | Grecia | 2025 |
| Copa de Grecia      | Olympiacos F. C.       | Grecia | 2025 |

### Campeonatos internacionales
| Título                             | Club             | Sede   | Año  |
| ---------------------------------- | ---------------- | ------ | ---- |
| Liga Europa Conferencia de la UEFA | Olympiacos F. C. | Atenas | 2024 |